# Gymnopogon doellii
Gymnopogon doellii là một loài thực vật có hoa trong họ Hòa thảo. Loài này được Boechat & Valls mô tả khoa học đầu tiên năm 1990.